# Правила Беєрінка
Правила Беєрінка — сформульовані одним з основоположників  екології  мікроорганізмів,  голландським мікробіологом і ботаніком  М. Беєрінком (англ. Martinus Willem Beijerinck) два правила (1921):
- усі (мікроорганізми) є усюди;
- середовище відбирає.

За Беєрінком, екологічний підхід в мікробіології складається з двох фаз, що доповнюють одна одну: вивчення умов розвитку організмів, які з якихось причин вже привернули увагу, і виявлення нових організмів, які з'являються в певному природному середовищі або в умовах культивування, тобто «відібрані середовищем», або тому, що в цих умовах можуть розвиватися тільки вони одні, або ж тому, що вони перемагають своїх  конкурентів.

## Ресурси Інтернету
- Розенберг Г. С. О структуре учения о биосфере
- Дедю И. И. Экологический энциклопедический словарь. — Кишинев, 1989
- Словарь ботанических терминов / Под общ. ред. И. А. Дудки. — Киев, Наук. Думка, 1984
- Англо-русский биологический словарь (online версия)
- Англо-русский научный словарь (online версия)